# عمارة كورية

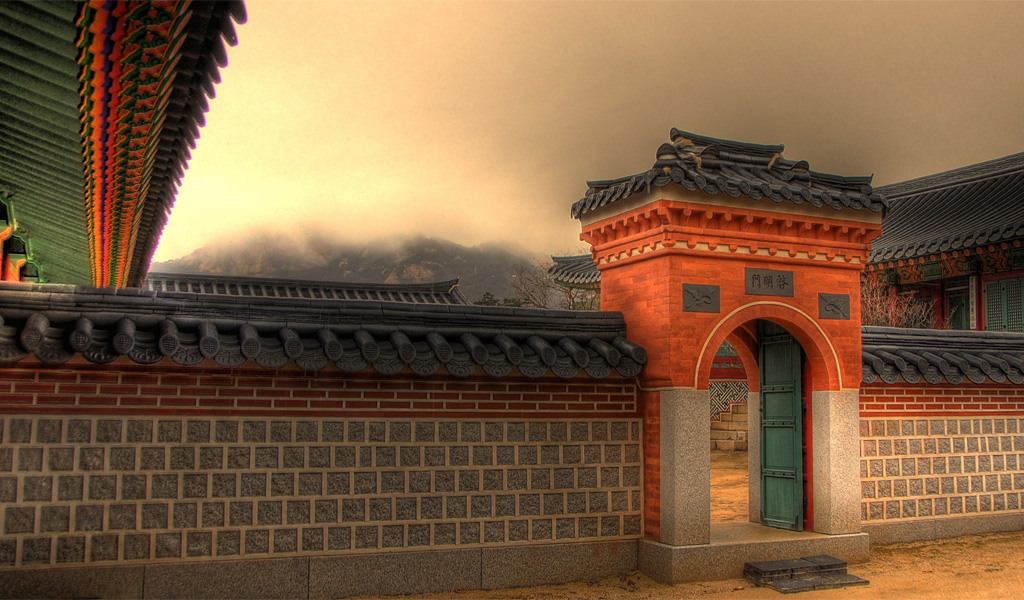
بوابة داخل حرم قصر غيونغبوك في كوريا الجنوبية.

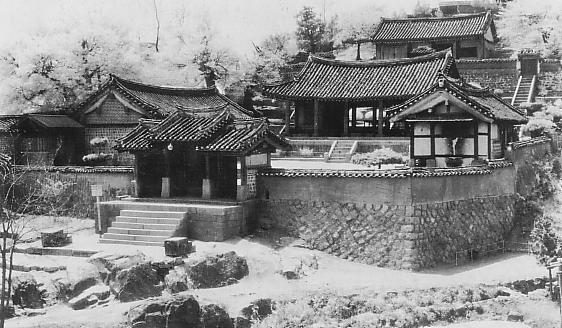
سنغيانغ سوون، مبنى أكاديمية تعليمية يعود لعهد سلالة جوسون.

تشير العمارة الكورية إلى البيئة المبنية من كوريا من 30 ألف سنة قبل الميلاد إلى وقتنا الحاضر.

## مقدمة
من الناحية التقنية، فإن الأبنية تبنى عمودياً وأفقياً. يرتفع المبنى عادة من الأسس الفرعية إلى أن يصل لسقف منحني مغط بالبلاط، يرتكز على هيكل دعم له، الجدران مصنوعة من التربة (الطين) وفي بعض الأحيان من أبواب خشبية متحركة. المسافة بين كل عمودين هي 3,7 تقريباً وهي مصممة بحيث تسمح بأن يكون هناك مساحة انتقالية بين «الداخل» و«الخارج».
الزوايا أو الهيكل المقوس هو عنصر معماري محدد ومصمم بعدة طرق على مر الزمن. نظام الأقواس البسيط استخدم في عهد سلالة غوغوريو (37 قبل الميلاد إلى 668 بعد الميلاد) في عدة قصور في بيونيانغ. نسخة مقوسة أخرى تضع الأقواس فقط على رؤوس أعمدة المبنى، واستخدمت خلال العهد المبكر من سلالة غوريو (918 إلى 1392)، ومن أمثلة هذه النسخة قاعة أميتا في معبد بسوك في أنتونغ. من منتصف عهد غوريو إلى بدايات سلالة جوسون، طور نظام الأقواس المتعددة (أو نظام مجموعة الأقواس العمودية الداخلية) بتأثير من دولة هان الصينية القديمة خلال حكم سلالة يوان المغولية (1279 إلى 1368). في هذا النظام وضعت الزوايا على العوارض الأفقية المستعرضة. بوابة نامدايمن في سول (إحدى ثروات كوريا الجنوبية الوطنية) هي أكثر الرموز دلالة على هذا النوع.
في منتصف عهد جوسون، ظهرت الأقواس الشبيهة بالأجنحة (من أمثلتها قاعة يونغريونغجون في جونغميو في سول) والتي تمثل الوضع المتردي لاقتصاد الدولة نتيجة الغزوات المتكررة. ظل استخدام الأقواس العنقودية المتعددة في المباني المهمة فقط كالقصور وبعض المعابد (كمعبد تونغدوسا). الكونفشيوسية الكورية قادت إلى أسلوب أكثر واقعية وبساطة.

## العمارة التاريخية

### عمارة ما قبل التاريخ

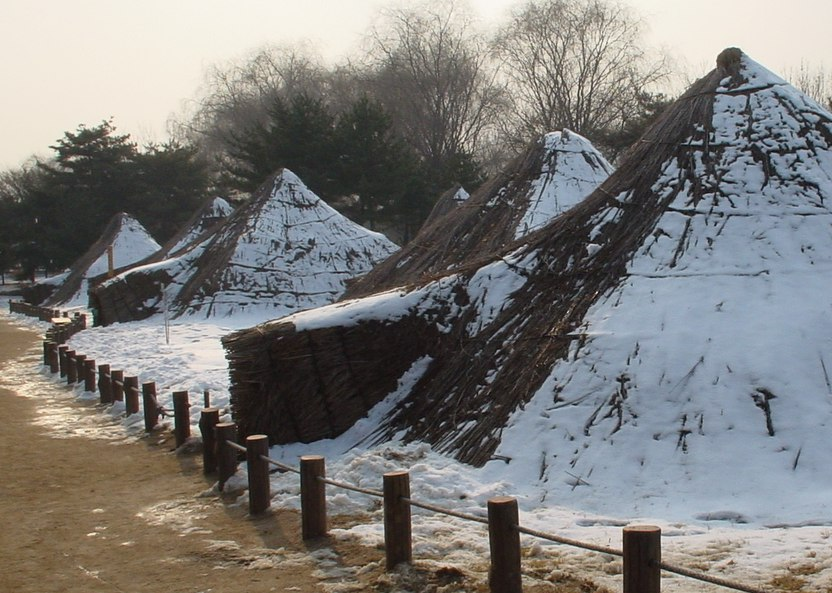
كوخ معاد بناؤه من العصر الحجري الحديث في حي أمسا السكني، مديرية غانغدونغ، مدينة سول.

سكان شبه جزيرة كوريا الأوائل في العصر الحجري الكوري القديم استخدموا الكهوف، والمآو الصخرية والمآو المحمولة. حفريات لمآو محمولة تعود إلى 30 ألف سنة قبل الميلاد اكتشفت في موقع سوكجانغري في مقاطعة تشنغتشونغ الجنوبية. أقدم مثال لعمارة منزل الحفرة يعود لفترة فخار ممن. منازل الحفر القديمة احتوت على ميزات أساسية كالمداخن، وحفر التخزين، ومساحة للعمل والنوم.
بنيت منازل الحطب بوضع مجموعة من الحطب بعضها فوق بعض. ملئت الفجوات بالطين لمنع دخول الهواء للداخل. العديد من المنازل المشابهة ما تزال موجودة في المناطق الجبلية كمقاطعة غانغوون.
المنازل المرتفعة والتي ربما نشأت في المناطق الجنوبية، يعتقد أنها بنيت في البداية كمخازن لتخزين الحبوب بعيداً عن متناول الحيوانات وللاحتفاظ بها مبردة. هذا النمط لا يزال مستخدماً في أنحاء الريف كجناح من طابقين مع منصات مراقبة منصوبة في البساتين ومزارع البطيخ.
في فترة فخار ممن كانت المباني عبارة عن منزل حفرة جدرانه عبارة عن أغصان مترابطة ومجصصة، وله سقف من القش. عمارة الطوابق ظهرت أولاً في شبه جزيرة كوريا في فترة ممن (850 إلى 550 قبل الميلاد).
الميغاليث (الدولمنات) هي مراقد لأشخاص مهمين ومرموقين من فترة فخار ممن (1500 إلى 300 قبل الميلاد). وجدت هذه المراقد بأعداد كبيرة جنباً إلى جنب مع مراقد الأكفان الحجرية، الميغاليث هي أمثلة رئيسية للعمارة الجنائزية خلال فترة ممن. هناك ثلاثة أنواع من الميغاليث: النوع الأول هو النوع الجنوبي ونسبته قليلة ويتكون من لوح بسيط تدعمه الحجارة. النوع الثاني هو النوع الشمالي وهو أكبر ومشكل على هيأة طاولة. النوع الثالث هو النوع المقوس، ويحتوي على حجر مقوس بدون حجارة مساعدة. توزيع الدولمينات قد يكون له علاقة بثقافات الميغاليث العالمية الأخرى.

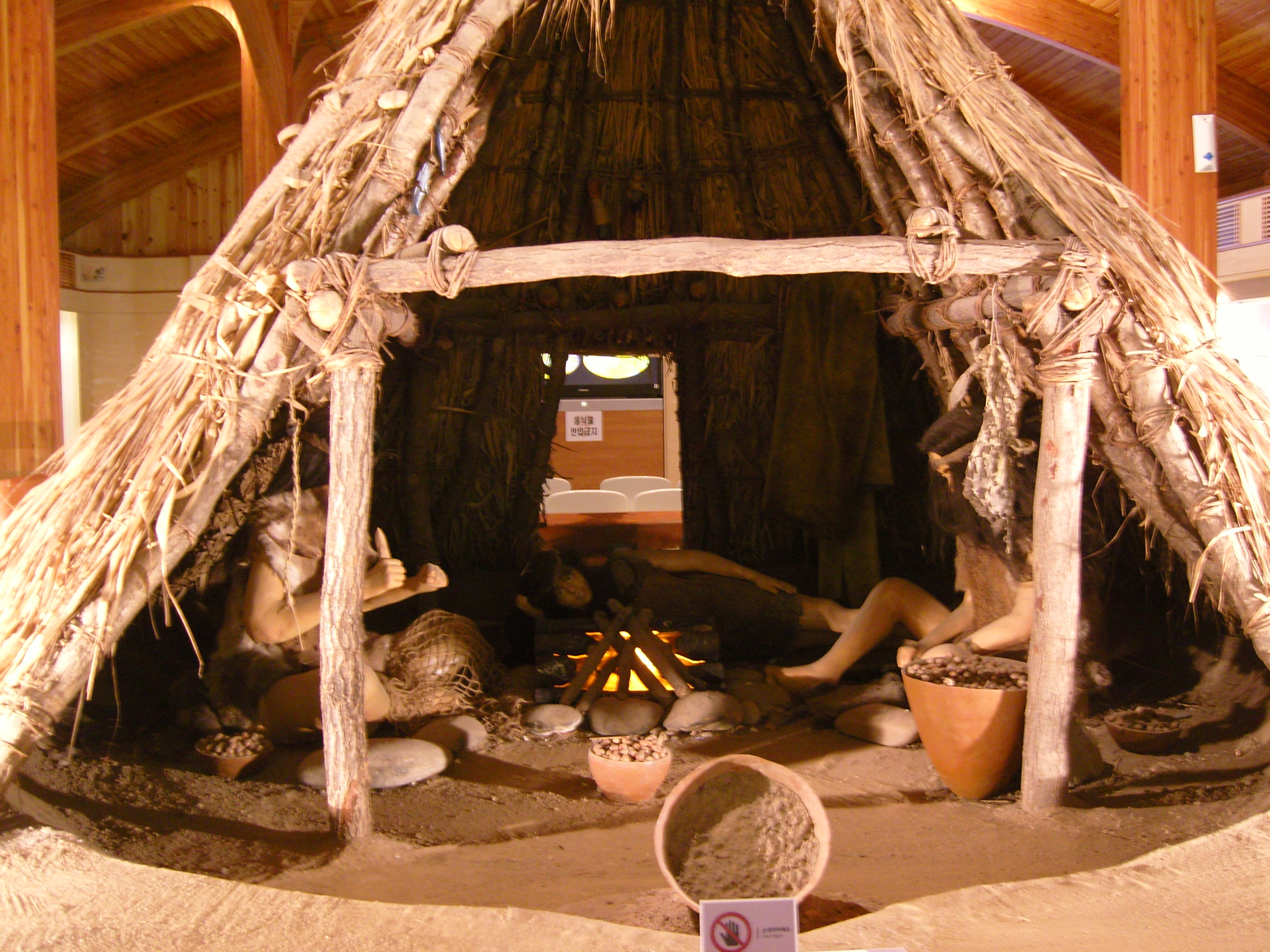
نموذج
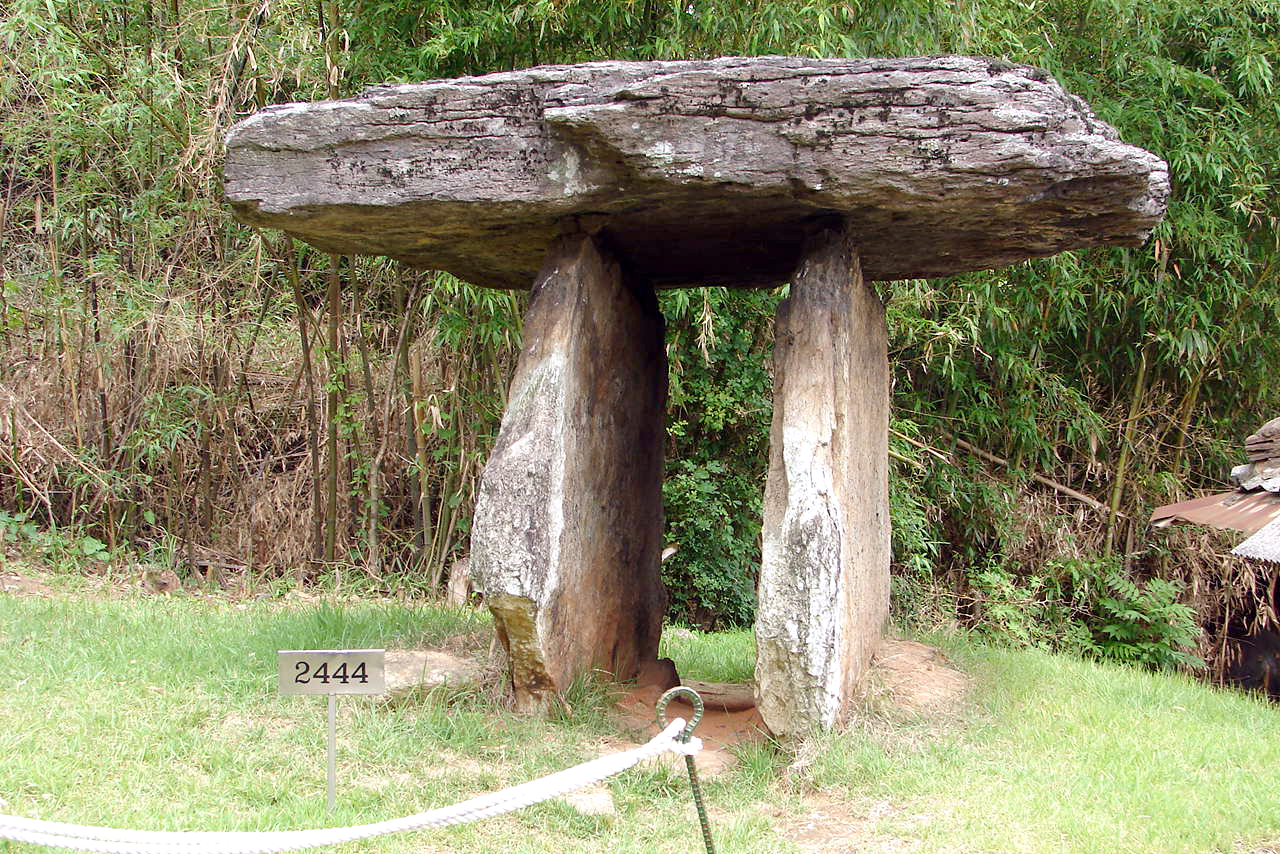
دولمن غوتشانغ، من مواقع التراث العالمي لليونسكو.
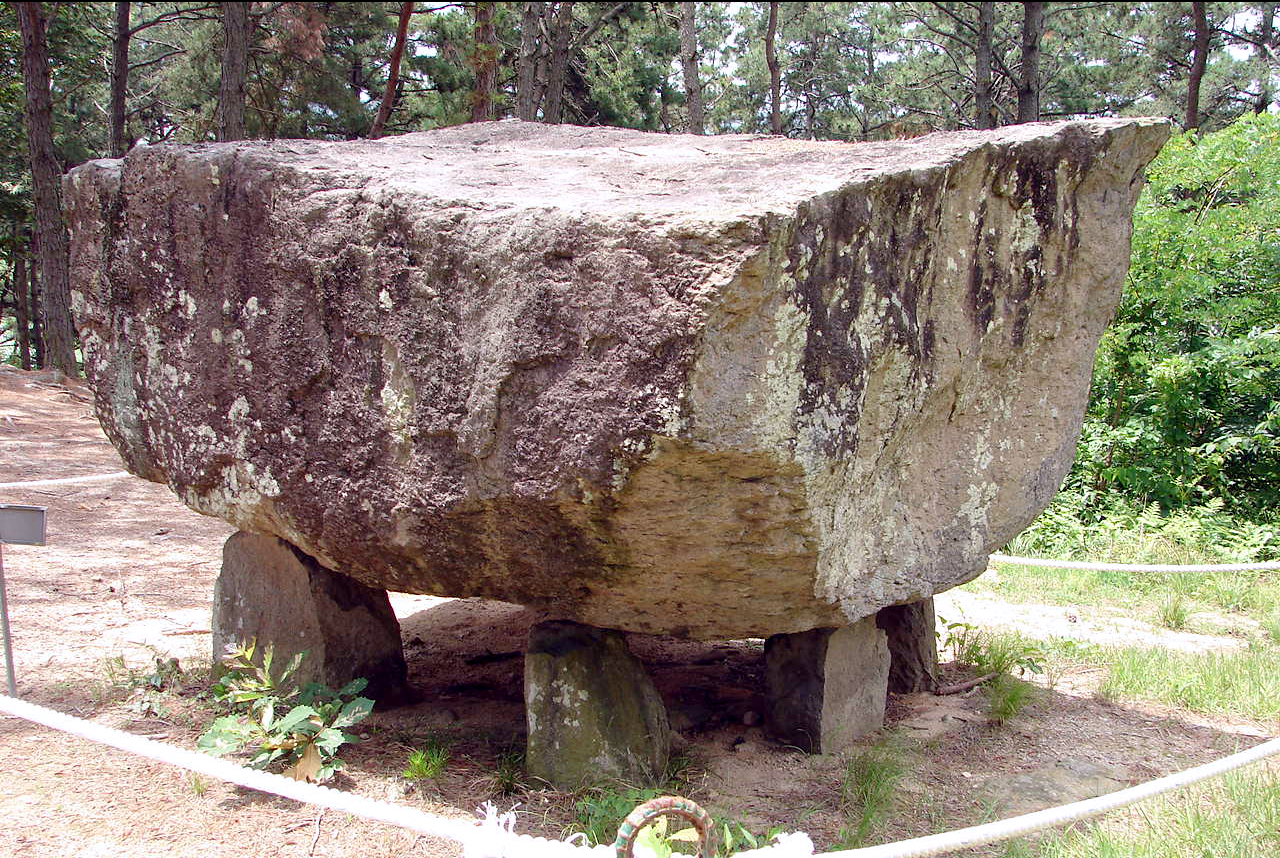
دولمن غوتشانغ، من مواقع التراث العالمي لليونسكو.